# River Falls (Alabama)
River Falls es un pueblo ubicado en el condado de Covington en el estado estadounidense de Alabama. En el censo de 2000, su población era de 616.

## Demografía
En el 2000 la renta per cápita promedia del hogar era de $ 21.838$, y el ingreso promedio para una familia era de 30.556$. El ingreso per cápita para la localidad era de 14.016$. Los hombres tenían un ingreso per cápita de 22.266$ contra 20.469$ para las mujeres.

## Geografía
River Falls está situado en 31°21′7″N 86°32′12″O / 31.35194, -86.53667 (31.351948, -86.536680).
Según la Oficina del Censo de los EE. UU., la ciudad tiene un área total de 7.11 millas cuadradas (18.43 km²).